# Phiraphat Khamphaeng
Phiraphat Khamphaeng (thailändisch พีรพัฒน์ คำแพง, * 17. Juli 2001 in Prachin Buri), auch als Dew (thailändisch ดิว) bekannt, ist ein thailändischer Fußballspieler.

## Karriere
Phiraphat Khamphaeng erlernte das Fußballspielen in der Jugendmannschaft des PTT Rayong FC. Ende Juli 2019 wechselte er in die erste Mannschaft. Das Team aus Rayong spielte in der ersten Liga, der Thai League. Ende des Jahres gab der Verein bekannt, dass man sich aus der Liga zurückzieht. Über die Drittligisten Banbueng FC und Chachoengsao Hi-Tek FC, die beide in der Eastern Region der Liga antraten, unterschrieb er Anfang September 2021 einen Vertrag beim Erstligisten Samut Prakan City FC. Am Ende der Saison 2021/22 musste er mit dem Verein aus Samut Prakan in die zweite Liga absteigen. Für Samut kam er in der ersten Liga nicht zum Einsatz. Nach dem Abstieg wechselte er zum ebenfalls aus der ersten Liga abgestiegenen Suphanburi FC. Sein Zweitligadebüt für den Verein aus Suphanburi gab er am 11. September 2022 (5. Spieltag) im Auswärtsspiel gegen den Chainat Hornbill FC. Hier wurde er in der 77. Minute für Nirut Jamroensri eingewechselt. Chainat gewann das Spiel 2:1. Für den Zweitligisten stand er elfmal in der Liga auf dem Spielfeld. Im Dezember 2022 wurde sein Vertrag nicht verlängert. Einen Monat später unterschrieb er einen Vertrag beim Drittligisten Samut Songkhram FC. Der Verein aus Samut Songkhram spielte er siebenmal in der Western Region der Liga. Zu Beginn der Saison 2023/24 schloss er sich im Sommer 2023 dem Erstligaabsteiger Nakhon Ratchasima FC an. Am Ende der Saison 2023/24 feierte er mit dem Verein aus Nakhon Ratchasima die Meisterschaft der zweiten Liga sowie den direkten Wiederaufstieg in die erste Liga. Nach zwei Spielzeiten, in denen er 35 Ligaspiele bestritt, wurde sein Vertrag im Sommer 2025 nicht verlängert. Im Juli 2025 unterschrieb er in Phrae einen Vertrag beim Zweitligisten Phrae United FC.

## Erfolge
Nakhon Ratchasima FC
- Thailändischer Zweitligameister: 2023/24  ▲